# Шумска бела рада
Шумска бела рада или шумска тратинчица (лат. Bellis sylvestris) врста је рода Bellis. То је вишегодишња биљка пореклом из централне и јужне Европе, Блиског истока и северне Африке и може да нарасте до петнаест центиметара у висину. Име sylvestris на латинском значи „живети у шуми“.

## Опис
Шумска бела рада изгледа веома слично обичном красуљку, али има много дужу стабљику и цветови су крупнији. Расте на травнатим областима. Цветови су беле боје, са нијансама розе и жутим средиштем. Листови се сужавају ка бази, са жилама, назубљени. Листови, латице и цветни пупољци имају киселаст укус. Екстракт направљен од цвећа делује као тоник за кожу, може лечити мање ране. Сок стабљике је коришћен за осветљавање пега.

## Карактеристике
Пузећи корени шумске беле раде су ризоми. Оно што обично називамо цветом је цваст састављена од десетина или стотина ситних цветова. Они споља су бели, са лигулом. Они са унутрашње стране су жути и у облику цевчица. Биљка рађа плодове који се називају ахеније.
Bellis sylvestris је морфолошки сличан Bellis pappulosa, али нема љускице на папусу семена, за разлику од Bellis pappulosa. Штавише, Bellis pappulosa је диплоидна док је Bellis sylvestris полиплоидна.

## Узгајање
Шумска бела рада обично успева у умереним климатским условима са довољно сунчеве светлости и редовним заливањем. Посебна брига за шумску белу раду укључује обезбеђивање добро дренирајућег земљишта, како би се спречило труљење корена и обезбеђивање лаганог малча како би се корење охладило. Одумрло истрошено цвеће може подстаћи даље цветање.

### Заливање
Успевши на својим матичним медитеранским ливадама, шумска бела рада је навикла на умерено заливање што одражава баланс сунца и спорадичне кише у региону. Ова вишегодишња биљка фаворизује константну влагу, показујући предност добро дренираним земљиштима. Будући да се биљка на отвореном често налази на ивицама баште, на моћ цветања шумске беле раде значајно утиче адекватна хидратација.

### Сунчева светлост
Шумска бела рада најбоље успева у условима пуног сунца, где може да прима нефилтрирану, директну сунчеву светлост најмање шест сати дневно. Овај интензитет светлости промовише снажан раст и оптимално здравље. Док шумска бела рада толерише делимично сунце, што значи да је светлост засенчена облацима или филтрирана кроз лишће крошње, продужено одступање од идеалне сунчеве светлости може довести до мање снажног раста и смањеног цветања.

### Температура
Шумска бела рада је посебно отпорна на температурне варијације, толерише хладноћу до -30°Ц и топлоту до 35°Ц. Стрес од хладноће се може манифестовати као смеђе лишће, док прегревање може да изазове огорене ивице. Заштитно малчирање и покривачи од мраза помажу против хладноће, док сенчење и појачано заливање ублажавају топлотни стрес.

### Земљиште и ђубриво
Шумска бела рада има корист од добро дренираног земљишта које је помало иловасто и органски богато. Најбоље расте у земљишту са pH вредношћу од 6,1 до 7,5. За шумску белу раду идеално је уравнотежено ђубриво које промовише снажан раст и обилно цветање. Ђубрење се врши сваких 4-6 недеља током вегетације, уз смањење учесталости после цветања.

### Време садње
За јесење и зимско цветање, шумска бела рада сади се током касног лета или ране јесени, а за пролећно цветање, сади се у касним зимским месецима. Најчешће се узгаја из семена.
- Укупна форма, задња страна
- Лице цвета
- Позадина цвета
- Цвет који сазрева
- Семе цвета
- Ахенија